# Cerro Catedral (Uruguay)
Il Cerro Catedral (Collina Cattedrale) è una collina ed è il punto più elevato dell'Uruguay. Il suo nome deriva dalle curiose forme rocciose del suo vertice, che sono molto comuni nella parte meridionale di questo paese.